# Pasqual Pinon

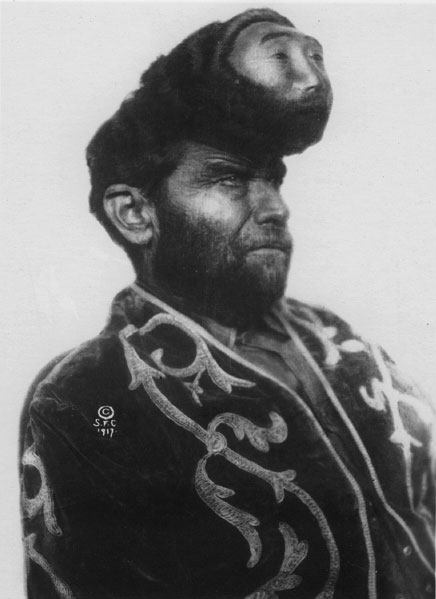
Pasqual Piñón år 1917.

Pasqual Piñón (internationellt stavat Pasqual Pinon), född 1889, död 1929, var en artist vid Sells-Floto Circus i början av 1900-talet. Han var järnvägsarbetare i Texas då han upptäcktes av en cirkuspromotor. Piñón hade en stor benign cysta i pannan, vilket promotorn uppmärksammade. Han övertalade Piñón att börja arbeta på hans turnerande freak show.
Tillsammans skapade de ett falskt ansikte av vax som de placerade på utväxten (vissa rapporter menar att ansiktet var gjort i silver och kirurgiskt placerat under skinnet), sedan kunde de hävda att Piñón hade två huvuden.
Efter flera års turnerande, såg promotorn till att cystan opererades bort och Piñón återvände till Texas.
Pasqual Piñón spelar en viktig roll i P.O. Enquists roman "Nedstörtad ängel", där han är underlag för en liknande karaktär. I romanen låter Enquist honom ha ett kvinnohuvud, som är en egen varelse. Enquist låter honom också ha blivit hittad i en gruva i Mexiko, där han av skrockfulla gruvarbetare hållits som skydd mot djävulen.
Även i P.O. Enquists roman "Blanche och Marie" figurerar Pasqual Pinon i ett par kapitel, bl.a. Marias reaktion – den kvinnliga utväxten på hans huvud – när huvudkroppen dör, men Maria lever vidare 8 minuter efter hans död.